# Paranacity
Paranacity là một đô thị thuộc bang Paraná, Brasil. Đô thị này có diện tích 348,951 km², dân số năm 2007 là 9876 người, mật độ 50,7 người/km².